# Micropterix rothenbachii
Micropterix rothenbachii és una espècie d'arna de la família Micropterigidae. Va ser descrita per Frey, l'any 1856.
Aquesta espècie es pot trobar a Itàlia, Sicília, Àustria, Suïssa, Alemanya, Croàcia i Eslovènia.
Té una envergadura de 3.6-4.6 mm als exemplars mascles i de 4.5-5 mm les femelles.